# Dakshina Kannada
Der Distrikt Dakshina Kannada (Kannada: ದಕ್ಷಿಣ ಕನ್ನಡ ಜಿಲ್ Dakṣiṇa Kannaḍa [ˈd̪ʌkʂiɳa ˈkʌnːəɖa], „Südkannada“; früher engl. South Canara oder South Kanara) ist ein Distrikt des indischen Bundesstaates Karnataka. Verwaltungssitz ist die Stadt Mangaluru.

## Geografie
Der Distrikt Dakshina Kannada liegt in der Küstenregion im Südwesten Karnatakas an der Grenze zum Nachbarbundesstaat Kerala. Er grenzt an die Distrikte Udupi im Norden, Chikkamagaluru im Nordosten, Hassan im Osten, Kodagu im Südosten (alle Karnataka) sowie Kasaragod (Kerala) im Süden. Im Westen liegt die Küste des Arabischen Meeres. Der Distrikt Dakshina Kannada hat eine Fläche von 4.559 Quadratkilometern und ist in die fünf Taluks Mangaluru, Bantwal, Belthagandy, Puttur und Sullia unterteilt.

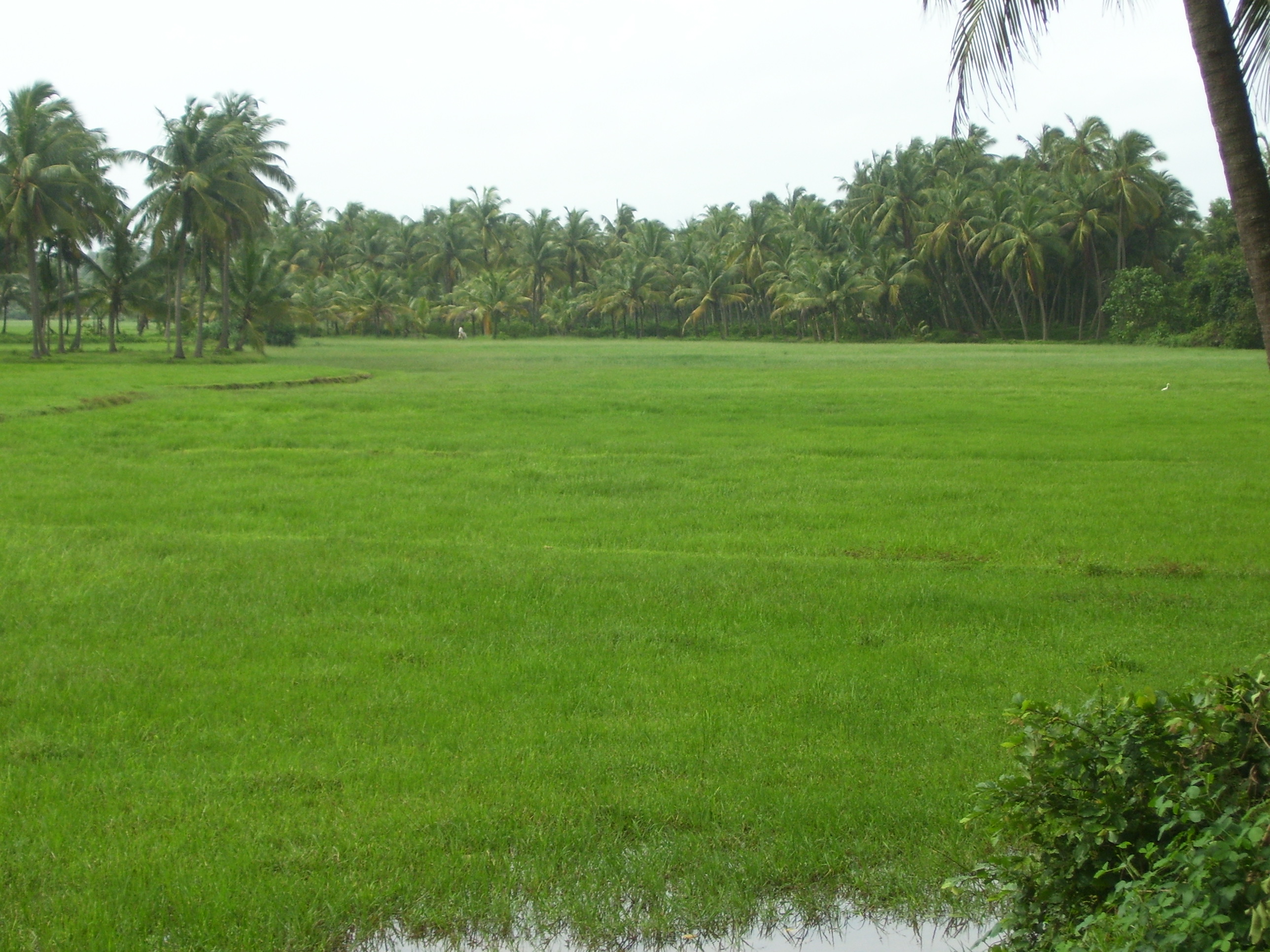
Landschaft im Distrikt Dakshina Kannada

Der größte Teil Dakshina Kannadas gehört zur schmalen Küstenebene im Westen Karnatakas. Das Küstengebiet nördlich der Distriktshauptstadt Mangaluru wird Konkanküste genannt, südlich von Mangaluru beginnt die Malabarküste. In der fruchtbaren Küstenebene wird das Landschaftsbild durch Reisfelder und Kokospalmen geprägt. Die wichtigsten Flüsse Dakshina Kannadas sind der Netravati und der Gurupura, die beide in den Westghats entspringen und bei Mangaluru in eine Lagune münden. Im Osten des Distriktgebiets steigt das Terrain steil zu den Westghats an, die das Dekkan-Plateau gegen die Küstenebene abgrenzen. Die größten Höhen erreicht die Bergkette beim 1.894 Meter hohen Kudremukh an der Grenze zum Distrikt Chikkamagaluru.
Durch die Lage an der Westküste am Fuße der Westghats ist das Klima in Dakshina Kannada feucht und wird stark durch den Monsun bestimmt. Während des Sommermonsuns empfängt das Gebiet vor allem zwischen Juni und August ergiebige Regenfälle. Daher ist die Niederschlagssumme um ein Mehrfaches höher als im Binnenland Karnatakas: Der durchschnittliche Jahresniederschlag in Mangaluru beträgt 3290 Millimeter, während es in Bangalore nur 900 Millimeter sind.

## Geschichte

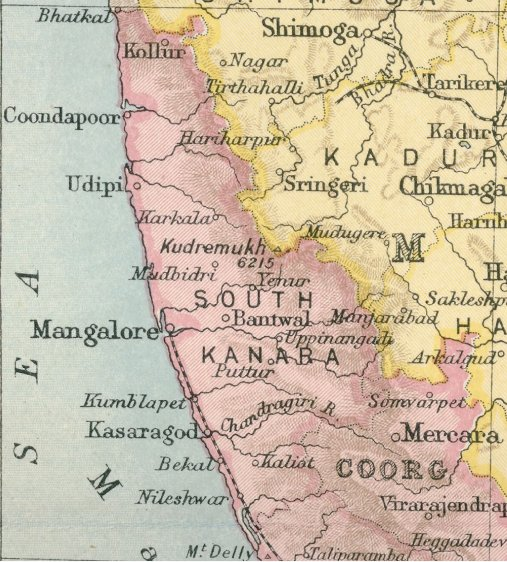
Karte des alten Distrikts South Kanara (Imperial Gazetteer of India, 1931)

Der heutige Distrikt Dakshina Kannada geht auf den District Kanara zurück, den die Briten 1799 eingerichtet hatten, nachdem sie das Gebiet im Vierten Mysore-Krieg von Tipu Sultan, dem Herrscher von Mysore, erobert und als Teil der Provinz Madras in Britisch-Indien eingegliedert hatten. Der Distrikt Kanara umfasste das gesamte Küstengebiet Karnatakas, die Gegend um Kasaragod sowie die Inselgruppe der Amindiven. Die Bezeichnung Kanara bzw. Kannada hat denselben Ursprung wie der Name des Bundesstaats Karnataka und der dort gesprochenen Sprache Kannada. Sie bedeutet „schwarzes Land“ ab und verweist ursprünglich auf die Schwarzerde des Dekkan-Hochlands, wurde dann aber auf die Küstenebene im Westen übertragen.
1860 wurde der Distrikt Kanara in die Distrikte South Kanara (heute Dakshina Kannada) und North Kanara (heute Uttara Kannada) geteilt. South Kanara verblieb bei Madras, während North Kanara 1862 in die Provinz Bombay wechselte. Nachdem Indien 1947 unabhängig geworden war, wurden seine Bundesstaaten 1956 durch den States Reorganisation Act nach Sprachgrenzen neu geordnet. South Kanara wurde dabei zu einem Teil des kannadasprachigen Bundesstaates Mysore (1973 umbenannt in Karnataka). Der südliche Teil des Distrikts um die Stadt Kasaragod wurde aber wegen seiner überwiegend Malayalam sprechenden Bevölkerung dem Bundesstaat Kerala zugeschlagen und bildet heute den Distrikt Kasaragod. Außerdem kam die Inselgruppe der Amindiven zum Unionsterritorium „Lakkadiven, Amindiven und Minicoy“, das 1973 in Lakshadweep umbenannt wurde. Am 31. Januar 1977 wurde der Distrikt in Dakshina Kannada umbenannt. 1997 entstand aus dem nördlichen Teil der neue Distrikt Udupi.

## Bevölkerung

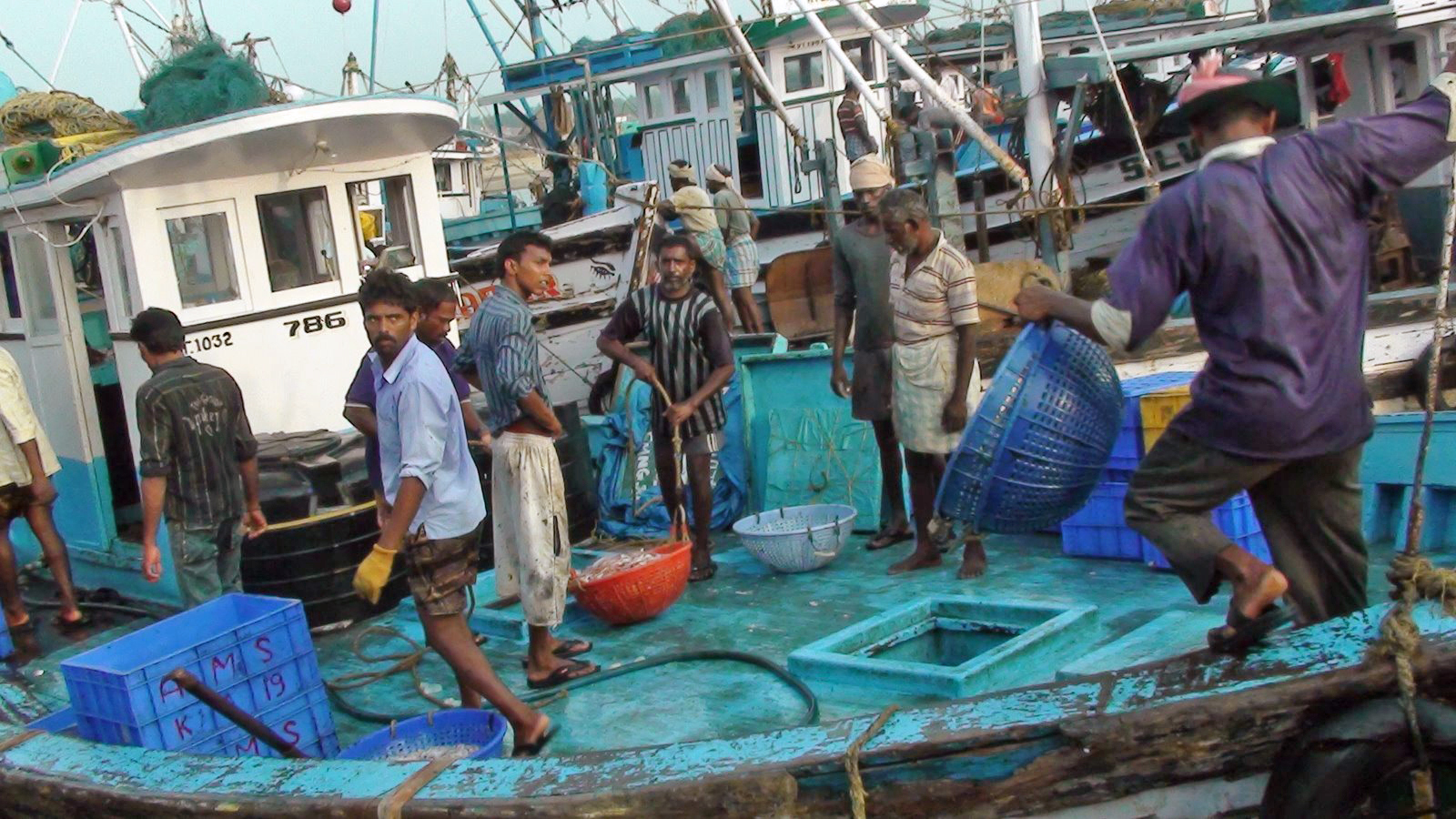
Fischer in Mangaluru

Bei der indischen Volkszählung 2011 hatte der Distrikt Dakshina Kannada 2.089.649 Einwohner. Im Vergleich zur letzten Volkszählung 2001 war die Einwohnerzahl um 9,8 Prozent und damit langsamer als im Mittel Karnatakas (15,7 Prozent) gewachsen. Der Distrikt Dakshina Kannada ist dichter besiedelt als der Rest Karnatakas: Mit 430 Einwohnern pro Quadratkilometern lag die Bevölkerungsdichte deutlich über dem Mittelwert des Bundesstaates (319 Einwohner pro Quadratkilometer) und war nach Bengaluru Urban die zweithöchste aller Distrikte Karnatakas. 47,6 Prozent der Bevölkerung lebten in Städten. Der Urbanisierungsgrad lag damit deutlich über dem Durchschnitt Karnatakas (38,6 Prozent). Dakshina Kannada hatte die höchste Alphabetisierungsquote des Bundesstaates: Mit 88,6 Prozent lag sie weit über dem Durchschnitt Karnatakas (76,1 Prozent).
In religiöser Hinsicht ist Dakshina Kannada inhomogener als der Rest Karnatakas, die religiösen Verhältnisse ähneln eher denen des benachbarten Kerala. Nach der Volkszählung 2011 stellten Hindus mit 67,2 Prozent die Mehrheit der Distriktbevölkerung, ihr Anteil war aber deutlich niedriger als im Durchschnitt Karnatakas. Daneben gab es größere Minderheiten von Muslimen (24,0 Prozent) und Christen (8,2 Prozent). Damit besaß Dakshina Kannada sowohl den höchsten muslimischen als auch christlichen Bevölkerungsanteil unter den Distrikten Karnatakas.
Dakshina Kannada ist ein mehrsprachiges Gebiet: Als Verwaltungssprache dient Kannada, die Hauptsprache Karnatakas. Die Mehrheit der Bevölkerung Dakshina Kannadas spricht aber Tulu als Muttersprache. Diese dravidische Regionalsprache hat insgesamt rund 1,7 Millionen Sprecher und ist auf das Gebiet Dakshina Kannadas und Teile der angrenzenden Distrikte Udupi und Kasaragod beschränkt. Außerdem wird von den sogenannten Mangaluruer Katholiken (Mangalorean Catholics), die ursprünglich aus Goa eingewandert sind, Konkani gesprochen. Die Muslime verwenden anders als im größten Teil Karnatakas nicht Urdu, sondern mehrheitlich einen Dialekt des Malayalam.

## Städte
| Stadt      | Einwohner (2001) |
| ---------- | ---------------- |
| Adyar      | 6.501            |
| Bajala     | 9.960            |
| Bajpe      | 8.032            |
| Bantwal    | 36.829           |
| Beltangadi | 7.302            |
| Kannur     | 7.241            |
| Kotekara   | 14.323           |
| Mangaluru  | 398.745          |
| Mudbidri   | 25.710           |
| Mudushedde | 7.426            |
| Mulki      | 16.398           |
| Mulur      | 5.057            |
| Munnur     | 8.035            |
| Pudu       | 12.409           |
| Puttur     | 48.063           |
| Someshwar  | 20.098           |
| Sulya      | 18.026           |
| Thokur-62  | 6.166            |
| Thumbe     | 5.558            |
| Ullal      | 49.862           |